# Woodsia laetevirens
Woodsia laetevirens là một loài dương xỉ trong họ Woodsiaceae. Loài này được Prent. mô tả khoa học đầu tiên năm 1891.
Danh pháp khoa học của loài này chưa được làm sáng tỏ. 